# Arnaud Denoix
Arnaud Denoix, dit Élie, est un homme politique français né le 29 juin 1848 à La Bachellerie (Dordogne) et décédé le 26 décembre 1917 à Paris

## Biographie
Arnaud Denoix, dit Élie, naît en Dordogne le 29 juin 1848 au lieu-dit Estieux, à La Bachellerie. Il fait des études de médecine à Paris. Devenu médecin en 1874, il retourne s'installer en Dordogne, à La Bachellerie. Il s'y marie le 11 septembre 1875 avec Marie Suzanne Labrousse-Fonbelle qui lui donnera cinq enfants,.
Il devient conseiller d'arrondissement de 1880 à 1889, maire de Peyrignac (commune limitrophe de La Bachellerie) en 1888, puis conseiller général du canton de Terrasson en 1889. En 1903 ou 1904, il devient maire de sa commune natale.
Il est député de la Dordogne de 1891 à 1896 et sénateur de 1896 à 1917. Il siège à l'Union républicaine et a une grande activité parlementaire. Il est secrétaire du Sénat de 1900 à 1902 et questeur en 1912.
Il meurt le 26 décembre 1917 dans le 6e arrondissement de Paris et est enterré à La Bachellerie.